# Sledgeback
A Sledgeback egy 2004-ben alakult magyar vonatkozású amerikai punk rock-zenekar, a Washington állambeli Seattle városából.

## A zenekar gyökerei és világa
A kultikussá vált magyar alternatív punk zenekar, a C.A.F.B.  Amerikába költözött alapítójának, Szakácsi Gábornak későbbi együttese.
A zenekar 2004-ben alakult az USA nyugati partján fekvő Seattle városában.
A Sledgeback angol nyelvű honlapján többször is egyik legerősebb hatásaként jelöli meg a C.A.F.B. zenekart. (A kilencvenes évek magyar csapata szolgált alapul a Sledgeback műfaji megközelítésénél, amit Szakácsi többször is elmondott interjúk alkalmával.)
A szövegvilágát és zeneiségét illetően a két együttes igen közel áll egymáshoz, amire például szolgálhatnak olyan dalok mint a "Pants off" melynek enyhén eltérő, magyar nyelvű változata "Utazás", a C.A.F.B. 2004-es "Naiv" című lemezen is megjelent. Továbbá a "Wonderland",amely magyar szöveggel ("Nem adom fel"), a leukémiás Gyermekek megsegítésere és kezelésére kiadott "Emberek emberekért" válogatás lemezen látott napvilágot 2007-ben. Hasonlóképpen a "Regret" című Sledgeback dal, magyar változata ugyancsak megtalálható a C.A.F.B. repertoárjában "91-es nyár címmel".Az utóbbihoz egy rövid videóklip is készült, Boskó György volt C.A.F.B. basszusgitáros segítségével.

## Hangzásvilág
Az amerikai és európai sajtóban megjelent kritikák és interjúk sokszor utalnak Szakácsi Gábor énekhangjára, amely igen meghatározó szerepet játszik a Sledgeback hangzásvilágában. Az énekes mély hangja a Sledgeback "védjegyévé" vált, hasonlóan előző zenekarához, a C.A.F.B.-hez.

## 2004-2007
A Sledgeback a megalakulás után néhány hónappal mar lemezszerződéshez jutott, az amerikai Sliver records jóvoltából és az év végére meg is jelentette első nagylemezét, "People's choice" címmel.A lemez sikeréhez hozzájárultak olyan dalok mint a "Good by my friend" vagy a "Pants off" amely azóta számos válogatáson is megjelent egy Német extrém sport film, az OTE mellett. Az állandó turnék miatt a tagság lassan kicserélődött és a 2006-ban megjelent "Perception becomes reality" lemez idején mar csak Szakácsi Gábor maradt az eredeti felállásból. A lemezt a Sliver records dobta piacra, majd egy hosszas vita után felmondta a szerződést az anyagra, amelyet 2007-ben a Holland "Rebellion records" vett át. Az európai változat kiadása mellett a Rebellion records a "We are the underground" című válogatás CD kereteben is kihozta a lemez egyik dalát ("Wonderland").

## Jelen
Egy rövid távú 2008-ban kialakult falállás feloszlása után, melynek tagja volt többek közt a Queensryche gitárosa Parker Lundgren is, Tim Mullen volt "Himsa" dobos segítségével újra összeállt a Sledgeback. 2010-ben a "Bite the bullet" című nagylemez mellett egy közös (split cd) anyagot is megjelentetett az angol "Foreign legion" nevű veterán punk együttessel (Reality bites).

## Aktív tagok
- Szakácsi "Gabi Hun" Gábor - ének, gitár
- Tim Mullen - Dobok
- Shawn Trotter - Basszusgitar

## Lemezek
- People's choice (2004)
- Perception becomes reality (2006)
- Perception becomes reality (Európai kiadás és bakelit lemez 2007)
- Reality bites (Split 2010)
- Bite the bullet (2010)
- 3 of a kind (Split 2012)
- 7 years like a broken record (2012)
- Land of the freak - (2014)
- 36206 - (2016)

## Linkek
- Sledgeback @CDBaby.com
- Sledgeback @Tower Records[halott link]
- Sliver Records
- Hivatalos Sledgeback oldal
- Eredeti cikkek nyomtatott médiákból
- Interview Szakácsival Archiválva 2011. július 7-i dátummal a Wayback Machine-ben
- Interjú
- http://www.skruttmagazine.se/sledgebackeng.htm Interjú a Svéd "Skrutt" magazinban (angol verzió)
- http://www.skruttmagazine.se/sledgebacksve.htm Interjú a Svéd "Skrutt" magazinban (Svéd verzió)
- https://web.archive.org/web/20110831083556/http://totalrock.hu/index.php?option=com_content&task=view&id=542&lang=&Itemid=0 A magyar "Totalrock" oldalain